# ハトのおよめさん
『ハトのおよめさん』は、ハグキによる日本の漫画作品。略称「ハトよめ」。『月刊アフタヌーン』（講談社）にて、1999年9月号より2012年12月号まで連載された。同誌の連載作品の中では『ああっ女神さまっ』『無限の住人』に次ぐ13年間にもわたる古参であり、『月刊アフタヌーン』の名物的連載であった。

## 概要
『アフタヌーン』誌で一時期行われていた新人賞「ギャグパラ大賞」第2回大賞の受賞、掲載（1999年5月号）がきっかけとなり、連載開始（連載前の同年7月号には『ハトのおよめさんR（リターンズ）』を読み切りで掲載）。簡略化されたかわいらしいフォルムの動物たちが頓珍漢かつユーモラスな言動を繰り広げるという内容で、下ネタや時事ネタが多く取り扱われる。主人公・ハトのヨメのしばしば脈絡なく繰り出される罵詈雑言や、必殺の「ハトビーム」のインパクトが魅力。キャラクターごとにセリフのフォントが異なっているのが、本作品の特徴でもある。また、単行本の3巻以降に目次がないことも特徴の1つである。2011年に日本テレビの深夜帯で放送されるオムニバスアニメ番組『ユルアニ?』の中でFLASHアニメが放送された。

## 登場動物

### ハト一家とその周辺動物
ハトのヨメ
声 - 阿久津加菜
名前（もしくはタイトル）の通り、この漫画の主人公。4月6日生まれ。どぎつい口調と行動でハトの一家を実質仕切る肝っ玉母ちゃん。口癖は「いいから」「うるせえ」など。豆とパチスロが大好きで干瓢が大嫌い。マイケル・ジャクソンのファン。ハトビーム・ハトビームレインボウ・奥技手羽ビンタ・ムーンウォーク・手羽パンチ・ロメロ・スペシャル・ビタミン手羽チョップ・アックスボンバーなどの必殺技を持つ。ちなみに鳩が十二支の動物で無いのにビームを撃つことが出来るのは、実は彼女が鶏の血を引くハーフであるかららしい。
ハトのダンナ
「ハトハトチャンカンパニー」の社長。清濁併せ呑む人格者。学生時代はラグビーでなかなかの実力だったらしいが、カメラ小僧でもあった（食い逃げの経験もある）。褒められると調子に乗りやすい一面も。金持ち（?）で脱税もしているらしい。必殺技は花園タックル。IQ109。最近疲れやすく、肩こりやめまいも多いらしい（肥満からくる疲れ、血行不良による肩こり、めまい。医者から「もちは控えなさい、と言われている」）。実家は食堂を営んでいる。また、鳥類のくせになぜか哺乳類おっぱいが好きなようである。にごり酒も好物の1つ。大のF1好き。最近はキャバクラで「ハトスピン」を披露した。
ブッコ
声 - 阿久津加菜
ハト一家の一人息子。誕生の第一声が「ブッ殺す!」だったのでブッコと名付けられた。まだ子供なので「ブッ殺す!」「ブッコ」しか喋れないが、周りはブッコ意思を理解できている。母のピジョンミルクが大好き（がすぐに乳離れした）。比較的に良い子で、破天荒な母に呆れている節がある。
ワニ子
36歳で主婦のウサギ。学生と不倫の末に妊娠し、旦那に離婚される。不倫相手に「堕ろせ」と言われ、首吊り自殺を図ろうとしていた所を、ハトのヨメが説得、それ以来知り合いになる。ハトのヨメの助言により、旦那とヨリを戻したが、子供は結局堕ろした模様。中1のときに3留したらしい。ハトのヨメと共にKAZU先生の料理教室に通っている。好物はニンジン。川島なお美より若い。必殺技はジャパニーズオーシャンサイクロンと煙草の煙で松茸を868本作れる事。兎ビームを少し出せる。
ピョン也
ワニ子の妹の子供。まだ子供の割には毒を吐く。父親は銃の不法所持で逮捕。新聞配達のバイトで家計を助けることになる。両親と兄の4人家族。ブッコとよく遊んでいる。
KAZU先生
料理研究家のパンダ。文化教室で「フクヤマ似（自称）のKAZU先生の教える料理教室」を開講し、大変好評。オーナーシェフとしてカレー屋「大三元」も経営、トニャーの周りでも激ウマとの評判（その他にも様々な店を経営している）。周富輝よりうるさい（味に）。趣味は三角木馬。犯罪も一通りやっており、性悪さが災いして逮捕されたことも。
ニャップリン
猫三兄弟の長男。手品師をしていたが、ハトよめの失敗によって仕事を失う。両親を亡くした後、ニャールセンとトニャーを1人で育てた兄でもある。
ニャールセン
猫三兄弟の次男。森の病院「ニャールセン病院」を経営している医師。医者としての腕は確か（単行本第1巻のキャラクター紹介より）なようだが、軽率かつ好色で、ハトのヨメに弱みを握られている。
トニャー
猫三兄弟の三男。アガリ症ながらも森のテレビ放送局で番組の司会をしていたが、ハトのヨメ（の暴言）が原因でクビに。ハト家族に雇われ使用人をしていたが、虐待に耐えかね逃亡。現在は土管でホームレス生活を送っているが、廃品回収が大当たりしたので、生活にはさほど困っていないようだ。釣り好きだが、あまり釣れない。
看護婦
ニャールセン病院に勤務するナース。多数いるが、大抵同じ顔をしている。ニャールセンにオフィス・ラブとしてセクハラをされているが、本人は大して嫌がっていない。必殺技はナース裏拳とナース裏拳スペシャル。
ハリー警部
森の警察官の犬。時にクールで、時にアツく事件を解決する。ノートパソコンを使ったハイテク捜査を駆使して捜査するのが得意。
ボビー
ハリーの弟である警察犬。初期はヒトの200万倍もの嗅覚を持ち合わせていたが、ハトのヨメが会う度に屁を嗅がせる為、どんどん嗅覚が下がっている。
タフガイぼうや
最初は「ウンテンゴ」と呼ばれていた。通称「放尿ダディ」。0歳にして言葉を流暢に話す濃い顔のマウンテンゴリラ。悪の組織によって育てられていたが、現在ではハトのダンナがオーナーを務めるスーパーの店長をしている。
ワンワン師匠
「悪の組織」と戦うため、この世に12匹いるという“ビーマー”を探している。探す道具はダウジングロッド。得意技は犬ビーム。足が6本あり、江藤博利が描いた絵のような姿をしている。
アンダーソン
おしとやかな言動をする羊。名前は男っぽいが、実は女。毛を刈られると美人。得意技は敵を眠らせる羊ビーム。
デビ=カパ
主人公たちとは別の島にある城に、蛇の王様として君臨する蛇。真っ白な体に王冠をかぶったシンプルな外見。ワンワン師匠と親交があり、十二支ビームの講義を受けたが、その後ビームを撃てるようになったかは不明。
イノシシ女
ハトよめとワニ子の主婦仲間。KAZUのイノシシラーメンを作るという夢のために、命を狙われている。子供達は「いのししびーむ」を撃てる。

### その他
長老
森の長老の木。みんなから尊敬されていない。以前は空高くまでそびえていたが、ハトのダンナが委託した業者によって顔から上を切られてしまった。物や人物が今何処にあるのかを調べる事ができる能力を持っているが、最近はボケてしまっている。子供（小動物）相手に本気で怒り出したり、「考えてもみろ、ワシは紙の材料じゃぞ!!」と主張するなど、長老の威厳を損なうような言動が多いが、本人（本木?）は至って平然としている。樹齢はハトのダンナ曰く428歳（第61話）。
エイドリアン
クマ。ニャールセンが医者なのに蝶ネクタイを着けていることで逆ギレした。それ以降、ニャールセンの蝶ネクタイを身に付けている。ハトのダンナを助けようと手助けするが、途中で撃たれてしまう。ハトよめにエイドリアーン!と叫ばせるためだけに作ったようなキャラクター。いわゆる捨てキャラ。必殺技はクマバックブリーカー'91。
マンセム
悪の枢軸の三大将校の1人（らしい）。度々登場するが、メカであったり量産されていたりと、謎が多い。
もの知りおばさん
とりあえずいろんな事を知っているフクロウのおばさん。森の住人が知らないことを聞きに来ることで生計を立てていたが、最近はインターネットが普及して誰も来なくなってきている。現在は託児所を経営している。
ワニさん
ボディーガードが本職。普段は工事現場で働いている良識のあるワニ。必殺技の「ワニフック」はリーチが極端に短い。
シゲさん
本名は「シゲモンド=リチャード=ハロルド=アントゥネス=コインブラ」。本人曰く、ワニさんと同じく工事現場で働いている。出来ることと言えば誘導と念仏くらい。一見して何の動物かわからないが、どうやら犬の「パピヨン」らしい。
ゴムヒモ
自らの店を構えるおもちゃ職人のおじさん。ただ彼の作るオモチャはほとんどがパクリ。店の名前は「オモチャのRainbow」。由来は自分の好きなハードロックバンドから。物腰柔らかい温厚な性格だが、自分の容姿のことを悪く言われるとキレる。ハトよめ曰く「タイソン級の手刀」。ちなみに何の動物なのかは不明。
パリ・コレ
トビネズミ。豚の一家に寄生していたが、いつの間にかトニャーの住処の近くにある壊れたテレビに住み着いている。ハトよめに「酷いフォルム」と評された。踵落しと共生が得意。ラジコンを愛車にしている。
アイスマン
ハヤブサ。元警官でハリー警部と同期だった。スキーの選手。必殺技は「ウルトラ・ななめ・スペシャル」。
ワラビーノ
ハトのダンナと高校生のときの仲間。ボクサーを目指していたが、左肩を痛め断念。飼育係をしていたが、ペンギンを殴りクビになった。その後はパン工場で働き始め、主任に昇格している。
カンナバーレ
ハトのダンナがオーナーを務める2部リーグのプロサッカークラブSUZUME CRAZYの主将。その超ロングパスはNFLでみるロングパスや角煮ラーメンを食べたときよりも感動する。ポジションはDF。
エンロ
たいへん繊細なクマ。何かとすぐに首吊りをする。また、他人とは耳打ちでしか話せない。が、人付き合いは悪くない。仕事に困っており、現在はワラビーノから廃棄パンをもらって食べ暮らしている。ハト一家の別荘の管理人も始めたようである。
クチ★ベタオ
元トニャーの先輩で、現在はフリーのアナウンサー。ハトよめ作中では希少な人間キャラ。彼の口下手ぶりは一種の芸の域に達しており、さすがのハトよめも「……もう無理に直す必要は無いと思ったわ」と認めて（?）いる。得意技は子供スイング、趣味は家でプラモ作って壊すこと（ハトよめ曰く）。第134話（9巻収録）で再び登場し、数々の秀逸な新語を連発した。
バカ
馬。客にラーメンを出す際に「おめでとうございます!」と叫んだり、豆売り場を聞かれて「突き当たりを突き破って……」と答えたりと、名前に違わぬ言動が特徴。だが完全なる無能というわけではなく、ハト社長曰く「時にバカパワー炸裂というべき成果を上げる」らしい。現在はハトハトチャンカンパニーで働いている（給料をもらう際も「おめでとうございます」と発言）。従兄弟に「アホ」がいる。
アホ
バカの従兄弟でおそらく馬だが、ロバである可能性もあり不明。アホ毛がある。バカパワー炸裂もない完全な無能だが、他の社員の自尊心を満たすためにバカと同時に雇われる。趣味はヨーホー。
モモン香
キャリアウーマンのモモンガ。ハトよめのOL時代のライバル（実際にはハトよめは昼だけ来る弁当の売り子だった）。子供を私立の有名幼稚園に通わせるお受験セレブママ。
サル・ブラザース
4人（?）組の猿。売れないお笑い芸人。額にそれぞれ3、99、69、41と番号がついている（因みに額の数字はタトゥー）。家も無いらしく、それが原因で逮捕されたことも。ちなみに41はサルビームを撃てる。99のみほぼ人間の顔で、初登場時のみナインティナインの岡村隆史に似ていた。
カバおやじ（ラーメン屋）
カバ。自ら経営するラーメン屋「ラーメンサロン・サティスファクション」を経営していたが潰れてしまい、現在は屋台のラーメン屋を経営している。途中からトニャー、パリ・コレと貧乏トリオとして登場している。ちなみに彼の作るラーメンは伸びきったカップラーメンより不味い（ハト一家曰く）。
まおりゅん
『ハトよめ』作中で希少な萌えキャラで、容姿端麗のヒューマンキャット。ネット通販で購入したバズーカ「つっちー」を操るので、非常時はヨメの妖刀『萌えキャノン』として活躍する。しかし重度の天然キャラのため、平時はぞんざいに扱われる。水産物の調理に精通する一面も。
女子高生ゴリラ
少年院から脱走した女子高生のゴリラ。通称「ジョゴ」。二文字の愛らしい動物（例：ウマ、ネコ等）を絞め殺して歩き、ハトよめをも絞め殺そうとするも、ハトビームの前に散る。
ブティ男
なんでも相談所の隣でブティックを経営するトマト。人の好みを読むことに長け、動物たちの夫婦間ディスコミュニケーションの相談に的確な（?）アドバイスを与えている。
ロニー・ゴム
屈強なトラ。不動産の仕事をしている。過去にゴムとゼリーのゴムを演じていた。林業も営んでいる。
サム・グレコ
強風の次に強い。

## 用語
すずめクレイジー（SUZUME CRAZY）
カンナバーレが監督兼選手を、ハトのダンナがオーナーを務めるサッカーチーム。地元ではかなりの人気があり、観客の動員数も良いが、審判の買収など汚い手を使う悪徳チーム「カラス・ヒキョーデス」に苦戦し、二部リーグ落ちしてしまう。また短期間だがハトよめがFWとしてチームに参加していたこともあった。
ハトハトチャンカンパニー
ハトのダンナが代表取締役を務めるベンチャー企業。主におもちゃの開発などを行っているらしい。初登場時には森林の中にオフィスが設けられていたが、その後現代的な建物へと変わっている。
貧乏ガーデンパレス
その名の通り、トニャー、ラーメン屋、パリ・コレら貧乏な動物達が住む一帯。地下ストーブやテレビを完備していたり、発光ダイオードを明かりとしていたりと、意外とハイカラ。
フォーエバー
ハトよめ達の暮らす街に出来たスーパーマーケット。マスコットキャラクターを決める公募で、見事ハトよめの描いたキャラクターが採用され、ワニ子とともに開店祝いに招かれた。だが1週間後、鯨の重みで潰れてしまう。
UFO 研究信仰会
マウンテンに定期的に集まり、UFO とのチャネリング（交信）を試みている動物達のサークル。参加者がストーンヘンジのように円陣を組み、「セ☾ฺシール !!」「イロッ? フサコン? フィョン? セソメムン?」のかけ声とともに交互に股裂きを喰らう感じでチャネリングを行う。毎回交信に失敗しているようであり、その後「恒例のお好み焼き大会」が始まる。会費は月440円。インターネット掲示板「2ちゃんねる」のハトよめスレッドにて、この恒例のお好み焼き大会を模したオフ会の提案がたびたびなされ、2010年6月に開催された作者・ハグキのサイン会をきっかけに、第1回が行なわれた。

## ハトよめ ハトのおよめさん
『ユルアニ?』内で放送のテレビアニメ。オードリーの若林正恭によるミュージッククリップ風。

## 単行本
1. 第1巻 （2000年6月22日発売）  ISBN 9784063343113
2. 第2巻 （2001年12月22日発売） ISBN 9784063344875
3. 第3巻 （2003年8月22日発売）  ISBN 9784063347616
4. 第4巻 （2005年3月23日発売）  ISBN 9784063349795
5. 第5巻 （2006年8月23日発売）  ISBN 9784063721867
6. 第6巻 （2007年10月23日発売） ISBN 9784063723731
7. 第7巻 （2008年10月23日発売） ISBN 9784063755831
8. 第8巻 （2010年3月23日発売）  ISBN 9784063758917
9. 第9巻 （2011年1月21日発売）  ISBN 9784063760170
10. 第10巻（2011年11月22日発売） ISBN 9784063761511
11. 第11巻（2012年12月21日発売） ISBN 9784063767537